# هماتوم اپی‌دورال
هماتوم اپی‌دورال (به انگلیسی: Epidural hematoma) یا خونریزی اپی‌دورال زمانی است که خونریزی بین غشای خارجی سخت‌شامه مغز (دورا ماتر) و جمجمه رخ می‌دهد. این آسیب اغلب پس از ضربه به سر، از دست دادن هوشیاری، بازگشت مختصر به حالت هوشیاری، و سپس از دست دادن دوباره هوشیاری رخ می‌دهد. علائم دیگر ممکن است شامل سردرد، گیجی، استفراغ و ناتوانی در حرکت دادن قسمت‌های بدن (فلج کامل) باشد. عوارض ممکن است شامل حمله صرع باشد.
علت معمولاً ترومای سر است که منجر به شکستگی استخوان گیجگاهی و خونریزی از شریان مننژ میانی می‌شود. گاهی اوقات ممکن است در نتیجه یک اختلال انعقاد خون یا ناهنجاری عروق خونی رخ دهد. تشخیص معمولاً با سی‌تی اسکن یا ام‌آرآی است. هنگامی که این وضعیت در ستون فقرات رخ می‌دهد به عنوان هماتوم اپی‌دورال نخاعی شناخته می‌شود.
درمان به‌طور کلی با جراحی فوری به شکل جمجمه‌بری یا مته‌کاری است. بدون درمان، معمولاً مرگ رخ می‌دهد. این عارضه در یک تا چهار درصد از آسیب‌های سر رخ می‌دهد. به‌طور معمول در بزرگسالان جوان رخ می‌دهد.مردان اغلب بیشتر از زنان مبتلا می‌شوند.

## نگارخانه

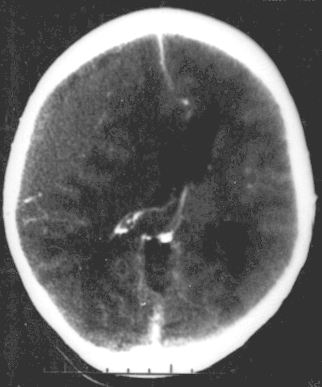
هماتوم اپی‌دورال غیرتروماتیک در یک زن جوان. ناحیه خاکستری در بالا سمت راست، هماتوم را نشان می‌دهد که باعث جابجایی خط وسط و فشرده شدن بطن می‌شود.
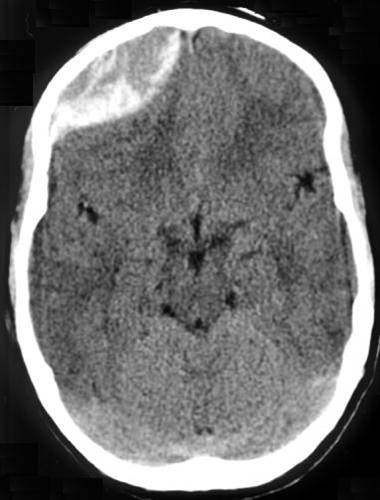
سی تی اسکن بدون کنتراست یک هماتوم حاد تروماتیک در ناحیه فرونتومپورال راست.
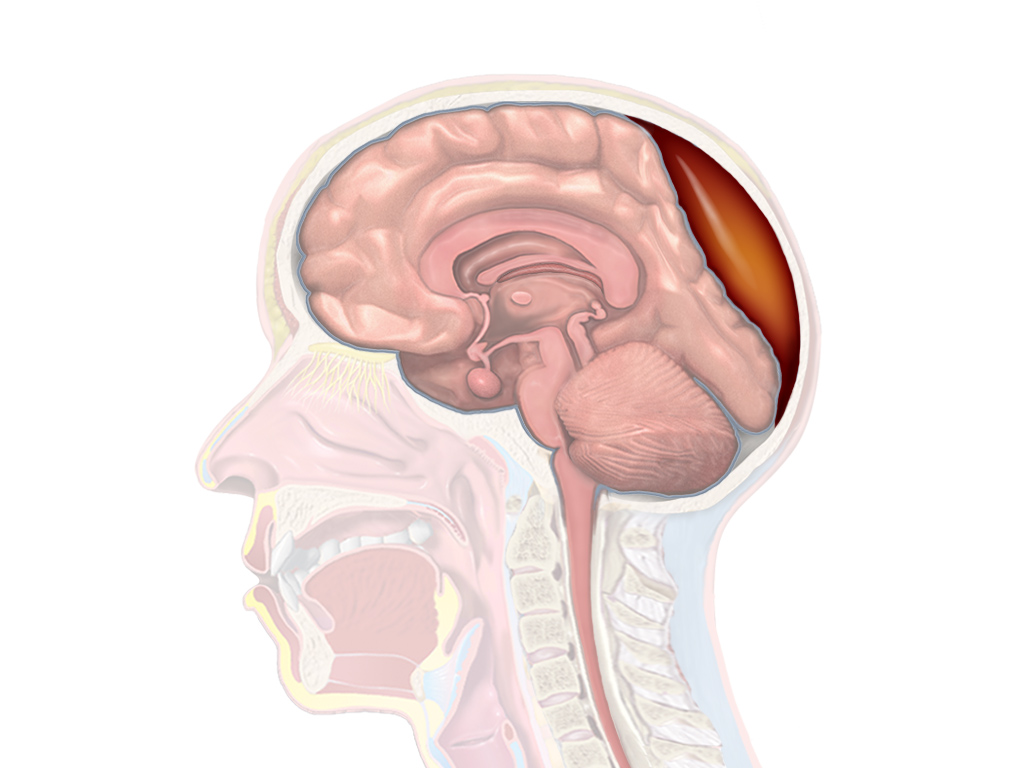
تصویری که هماتوم اپی‌دورال را نشان می‌دهد.